# Pfarrhaus (Fahr)

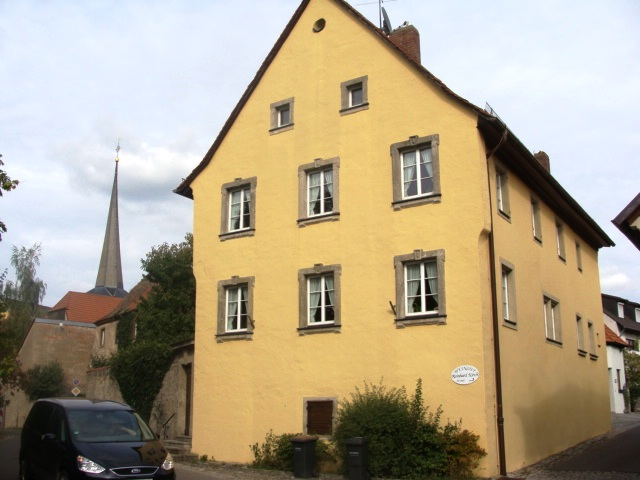
Pfarrhaus in Fahr

Das Pfarrhaus in Fahr, einem Stadtteil von Volkach im unterfränkischen Landkreis Kitzingen in Bayern, wurde im 17. oder 18. Jahrhundert errichtet. Das katholische Pfarrhaus an der Maingasse 10, nahe der Pfarrkirche St. Johannes Baptist, ist ein geschütztes Baudenkmal.
Der dreigeschossige giebelständige Satteldachbau mit verputztem Fachwerkobergeschoss besitzt drei zu vier Fensterachsen. Die Fenstergewände sind aus heimischem Sandstein und an der Straßenseite sind sie zusätzlich mit einer Agraffe versehen.